# 溫德姆縣 (康乃狄克州)
溫德姆縣（英語：Windham County）是美国康乃狄克州東北部的一個郡，東鄰羅德島州，北鄰麻薩諸塞州，面積1,351平方公里。根據2020年美國人口普查，共有人口11萬6,418人。與本州其餘七縣一樣，本縣既無縣治又無縣政府。該縣成立於1726年。縣名來自英国萨塞克斯郡的一個地名。